# Fritz Kreisler
Pour les articles homonymes, voir Kreisler.
Friedrich Kreisler dit « Fritz » Kreisler, né à Vienne le 2 février 1875 et mort à New York le 29 janvier 1962, est un violoniste et  compositeur autrichien.

## Biographie
Né dans une famille d'origine juive mais baptisé à 12 ans, le jeune Fritz Kreisler est un enfant prodige. Il sait lire la musique à l'âge de trois ans et reçoit ses premières leçons de violon à la fois de son père, qui était un amateur enthousiaste, et de Jacques Auber.
En 1882 il devient le plus jeune élève à être admis au Conservatoire de Vienne (7 ans), où il étudie sous la direction de Joseph Hellmesberger. Il en sort médaillé d'or à l'âge de 10 ans, puis travaille à Paris avec Joseph Massart, de la classe duquel il sort à 12 ans, partageant le premier prix avec d'autres élèves en 1887.
À 14 ans il effectue sa première tournée aux États-Unis, avec Moritz Rosenthal. De retour en Europe, il consacre deux années à élargir son éducation (en étudiant l'art et la médecine) et son expérience (en passant une année dans l'armée autrichienne). La musique demeure cependant son véritable métier, et il reprend sa carrière en 1896 en effectuant une tournée en Russie.
Vienne lui fait bon accueil en 1898 lorsqu'il y joue le premier concerto de Max Bruch sous la direction de Hans Richter, et il en est de même à Berlin l'année suivante lorsqu'il fait ses débuts de concertiste. Il retourne en Amérique en 1900 et se produit pour la première fois en Grande-Bretagne en 1902.
C'est également en 1902 qu'il épouse Harriet Lies qui se charge de la tâche primordiale d'organiser sa vie.
En 1910 Kreisler exécute la première du concerto pour violon d'Edward Elgar ; il est célèbre au moment de la Première Guerre mondiale, durant laquelle il sert brièvement avant d'être blessé et rendu à la vie civile. Après avoir passé quelque temps en Amérique il s'installe à Berlin en 1924 ; à partir de 1933 il part s'installer en France et refuse de se produire en Allemagne. En 1938 il prend la nationalité française puis s'installe définitivement aux États-Unis en 1939 (il obtiendra la nationalité américaine en 1943).
En 1941 il est renversé par un fourgon dans une rue de New York et reste dans le coma durant une semaine. Bien que cet accident ait mis fin à sa carrière professionnelle, il continuera de jouer jusqu'en 1950.
Il meurt en 1962, et son épouse un an plus tard.
Son art se caractérise par l'intensité de son vibrato et par l'économie de ses mouvements d'archet. Fritz Kreisler a joué sur un grand nombre de violons dont trois Guarneri del Gesù, un J.B. Vuillaume et six Stradivari.

## Œuvre
Fritz Kreisler a composé un grand nombre de pièces de virtuosité assez courtes pour son instrument (désignées parfois par le terme de « pièces de salon »), qu'il présenta longtemps comme de simples arrangements de compositeurs du passé. On lui doit également de nombreux arrangements de divers compositeurs (Dvorak, Rachmaninov, Paganini, Albeniz, De Falla, Corelli, Mozart, Tartini, etc.) et aussi une cadence insérée dans le concerto pour violon de Beethoven, cadence choisie par plusieurs solistes mais généralement détestée par le public.
Quelques-unes de ses plus célèbres pièces
- Le recueil Alt-Wiener Tanzweisen (Vieux airs de danse viennois), comprenant :
  - Liebesfreud (Plaisir d'amour)
  - Liebesleid (Chagrin d'amour)
  - Schön Rosmarin (Joli romarin)
- Prélude et Allegro (dans le style de Gaetano Pugnani)
- Caprice Viennois, op. 2
- Tambourin chinois, op. 3
- Syncopation
- Quatuor à cordes en la majeur (1919)
- La Précieuse (dans le style de Couperin)
- Variations sur un thème de Corelli
- Rondino (sur un thème de Beethoven)
- In Tempo Minuetto
- Affected Creatures
- Little Vienna March
- Polichinelle (sérénade)
- Allegretto (dans le style de Porpora)
- Rosamunde (d'après la musique du ballet)
- Shepherd's Madrigal
- Tambourin (dans le style de Jean-Marie Leclair)
- Concerto pour violon « dans le style de Vivaldi », en do majeur (1905)
- Sicilienne et Rigaudon (dans le style de François Francœur)
- Cadences pour les concertos de Beethoven et de Brahms
- Tempo di Minuetto
- Recitativo and Scherzo, op. 6
- Chanson Louis XIII et Pavane
- The Old Refrain
- La Gitana

## Discographie
• Enregistrement en 33T (d'un 78T) du Concerto pour violon et orchestre de Beethoven avec l'orchestre philharmonique de Londres dirigé par Sir John Barbirolli (La voix de son maître, 1936). 
• Brahms, concerto avec Leo Blech et le Berlin State Opera orchestra. 
• Mendelssohn, Concerto op. 64 avec Landon Ronald et le London Philharmonic. 
• Mozart, concerto no 4 avec le Landon Ronald orchestra.